# 프렌드 존

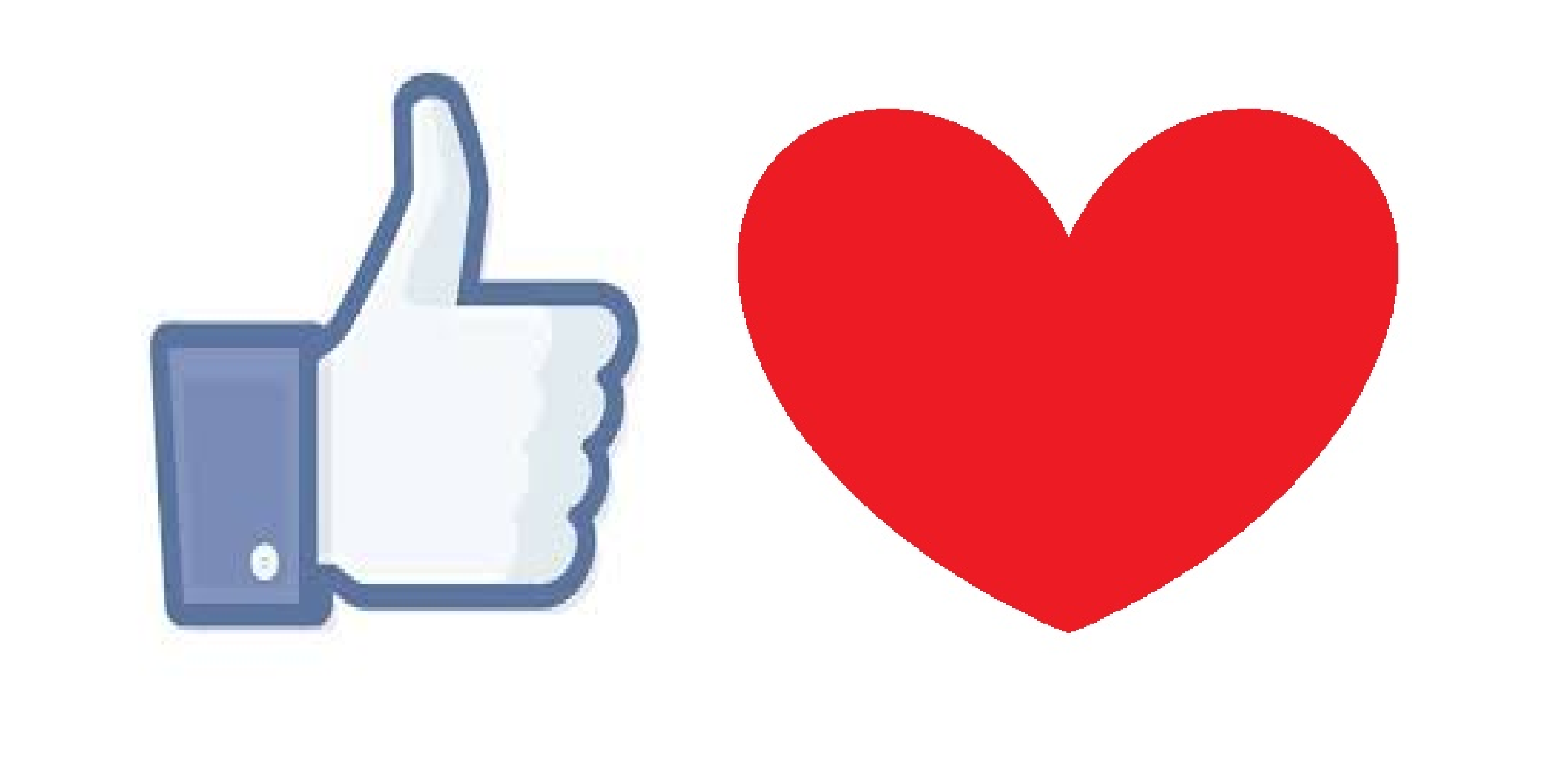

프렌드 존(영어: friend zone)은 인간 관계의 개념 중 하나이다. 두 사람 사이에 우정이 있는 상황으로, 한 사람은 다른 사람에 대해 보답이 없는 낭만적 또는 성적 관심을 갖는 상황이다.

## 같이 보기
- 짝사랑